# Баймаково
Баймаково — село в Бугурусланском районе Оренбургской области в составе Кирюшкинского сельсовета.

## География
Находится у южной окраины районного центра города Бугуруслан.

## История
По местным преданиям село изначально было просто поселением казахского рода Баймака. Позже, на месте современного села образовалась одна широкая улица, южная часть, которой была заселена русскими, а северная – мокшанами. В советское время работали колхозы «Красноармеец» и им.Кирова, совхоз « Прогресс».

## Население
Население составляло 617 человек в 2002 году (русские 58%), 623 по переписи 2010 года.